# Арчибальд Брюс
Арчибальд Брюс (нар. лютий 1777, Нью-Йорк, Нью-Йорк, США — пом. 22 лютого 1818, Нью-Йорк, Нью-Йорк, США) — американський лікар і мінералог.

## Життєпис
Брюс народився в Нью-Йорку в лютому 1777 року і закінчив Колумбійський коледж у 1795 році зі ступенем бакалавра мистецтв. Його батько, Вільям Брюс, начальник медичного відділу британської армії в Нью-Йорку, дістав наказ вирушити до Вест-Індії. Завдяки медичним лекціям Ніколаса Ромейна, вченням доктора Хосака та відвідуванню курсів медичного навчання в Колумбійському університеті він здобув наукові знання.
Брюс поїхав до Європи в 1798 році, здобув ступінь доктора медицини в Единбурзькому університеті в 1800 році й під час дворічної подорожі Францією, Швейцарією та Італією зібрав мінералогічний кабінет великої цінності. 
Арчибальд одружився в Лондоні, а влітку 1803 року повернувся в Нью-Йорк і почав практику. 
У 1807 році він був призначений професором матеріа-медики та мінералогії в Коледжі лікарів і хірургів, бувши першим, хто зайняв таку кафедру в Сполучених Штатах. 
Під час реорганізації коледжу в 1811 році Арчибальд був замінений через деякі розбіжності з керівництвом, а після 1812 року зайняв ту саму кафедру у коледжі Квінс, нині Ратгерс, Нью-Джерсі. 
У 1810 році він створив «Американський мінералогічний журнал» і редагував його до 1814 року. Його хімічний аналіз «самородної магнезії з Нью-Джерсі» зробив відомим науці мінерал, який тепер називають його іменем — брусит. Він також виявив і правильно проаналізував цинкіт в окрузі Сассекс, штат Нью-Джерсі, і опублікував цінну статтю «Про руди титану, що знаходяться в Сполучених Штатах». 
Доктор Брюс був одним із перших членів Нью-Йоркського історичного товариства, а на момент своєї смерті був членом багатьох наукових товариств як у цій країні, так і в Європі. 
Арчибальд Брюс помер у Нью-Йорку від апоплексичного удару 22 лютого 1818 року.